# Pleurosicya elongata
Pleurosicya elongata är en fiskart som beskrevs av Larson, 1990. Pleurosicya elongata ingår i släktet Pleurosicya och familjen smörbultsfiskar. Inga underarter finns listade i Catalogue of Life.